# Reflexně izolační nátěry

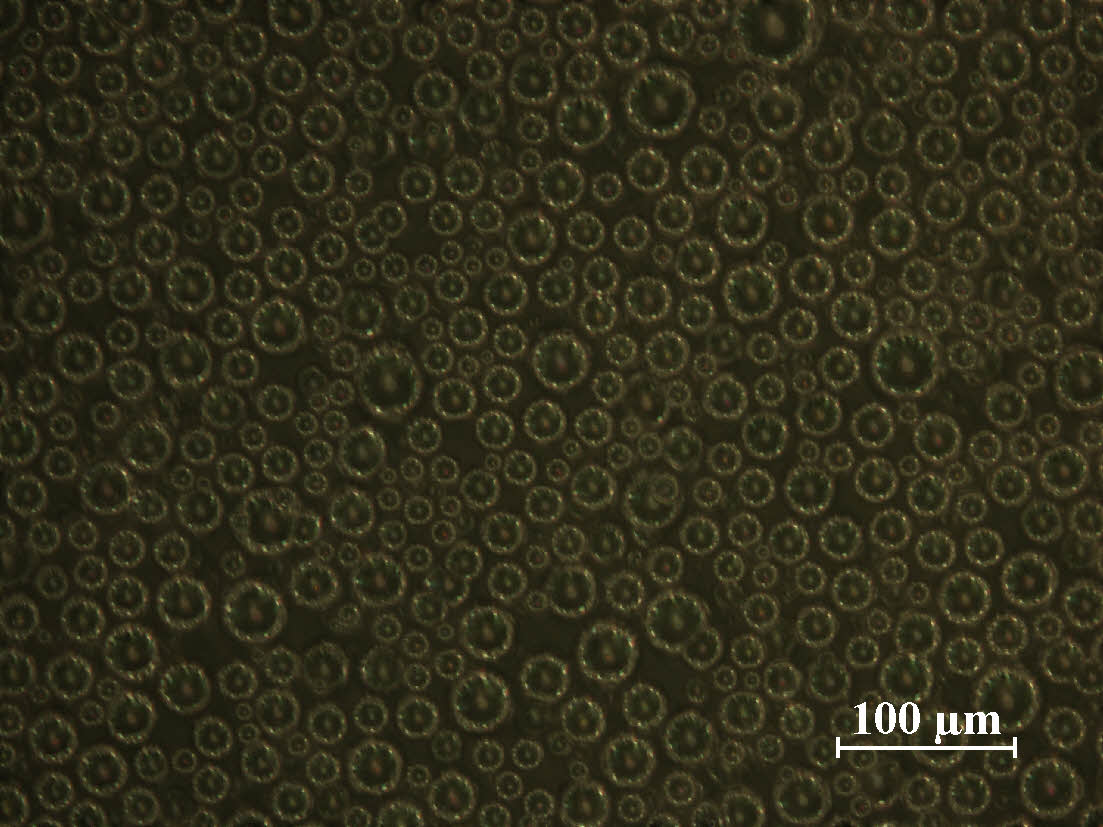
Pohled na mikrosféry při zvětšení 200x

Reflexně izolační nátěry (nazývané též termoreflexní izolační nátěry) jsou disperzní hmoty složené z pojiva a plniva v podobě keramických či skleněných mikrosfér o průměrné velikosti několika desítek μm, jejichž součinitel celkové sluneční odrazivosti dosahuje dle konkrétní aplikace i více než 90 %. Znamená to, že ošetřený povrch odrazí velkou většinu dopadajícího tepelného záření. Díky své nízké vodivosti také brání přenosu tepla a snižují povrchovou teplotu ošetřených materiálů. Využití tyto nátěry proto nacházejí zejména ve stavebnictví a průmyslu.

## Princip fungování termoreflexních izolačních materiálů
Termoreflexní izolace pracují s tepelným zářením, které je všudypřítomné nejen na Zemi, ale doslova v celém Vesmíru. Tepelné záření se vyskytuje nejen v prostoru, ale i uvnitř hmoty všech skupenství, pevném, kapalném i plynném. Dále pracují s emisivitou a reflektancí.

### Tepelné záření
Jde o velmi silný teplosměnný děj, jehož energetický obsah a teplosměnná intenzita závisí jen na teplotě a přesně ji popisuje Stefanův – Boltzmannův zákon z roku 1879:
I = σT4 = σ(t + 273,15)4
kde σ = 5,67·10‒8 W/m² je Stefanova – Boltzmannova konstanta a T = t + 273,15 je termodynamická teploty a t je teplota ve °C.

### Emisivita
Je poměr intenzity tepelného vyzařování šedého zářiče o teplotě T k intenzitě vyzařování dokonale černého zářiče Mb stejné teploty. Je to tedy schopnost materiálu vyzařovat elektromagnetické tepelné záření, přičemž platí, že absolutně černé těleso pohltí veškeré dopadající záření a zároveň je ideálním zářičem, jehož sálavost dosahuje hodnoty Cb = 5,67 W/(m²K). Platí zde Planckův vyzařovací zákon, který popisuje spektrální rozložení intenzity vyzařování absolutně černého tělesa. Taková tělesa jsou však jen teoretickým, ideálním objektem, protože každé těleso na zemi od svého povrchu část záření odrazí. I proto fyzika operuje s termínem šedý zářič. Šedým zářičem se tedy myslí těleso, které má sálavou schopnost menší než dokonale černý zářič. Hodnota sálavosti šedého tělesa tak může tedy nabývat hodnot Cb ∈ (0; 5,67) W/m²K4. Hodnota emisivity ε závisí na mnoha faktorech jako je například směr vyzařování, druh materiálu, vlnová délka, polarizace světla či chemické složení materiálu. Tělesa navíc vyzařují všemi směry. Absolutně černé těleso dosahuje hodnot emisivity = 1, naopak = 0 připadá absolutně bílému tělesu. Dalšími důležitými zákony, které popisují vyzařování jsou Kirchhoffovy zákony a Wienův posunovací zákon.

### Reflektance
Je poměr intenzity odraženého záření a záření, které na povrch dopadá. Všeobecně je závislá na úhlu záření, vlnové délce, frekvenci a polarizaci světla a také na druhu materiálu, jeho struktuře a povrchu. Ale světelné nebo tepelné (infračervené) záření, které dopadá na lesklý povrch fólie, případně na povrch ošetřený reflexně izolačním nátěrem se z větší části odrazí zpět ke zdroji a zbytek materiál absorbuje, přičemž se pohlcené záření přemění změní v teplo.

### Šíření tepla termoreflexními izolanty
U termoreflexních izolací se setkáme se všemi třemi způsoby šíření tepla, tedy vedením, prouděním i sáláním. V případě termoreflexních izolačních fólií se v hliníkové vrstvě a pevné části HDPE či LDPE bublinové fólie teplo šíří vedením, ve vzduchových bublinách HDPE či LDPE fólií pak prouděním. Ve vzduchové mezeře, která je pro tento typ izolací nezbytná, se teplo šíří sáláním.

### Jak s teplem pracují termoreflexní izolační fólie
Tyto reflexní izolace v podobě nejlépe účinkují v kombinaci se vzduchovými mezerami, ve kterých díky své reflexi a emisi tepelného záření snižují sálavou složku při prostupu tepla až na 10 % i níže. V praxi jde o sestavy jedné či více vzduchových mezer, které jsou odděleny mezi sebou a od okolí (interiér na straně jedné a exteriér na straně druhé) tenkými termoreflexními fóliemi. Prostup tepla takovým souvrstvím se pak děje pouze vedením vzduchem, případně prouděním, avšak sálavá složka prostupu tepla je nulová nebo zanedbatelná. Aby termoreflexní fóliové izolace fungovaly s co nejvyšší efektivitou, je potřeba je vrstvit na sebe a upevnit tak, aby mezi stěnou a izolací vznikla uzavřená vzduchová mezera, v níž je vzduch, který se ideálně nepohybuje. Tato mezera potlačuje šíření tepla prouděním a teplo se tak z interiéru od zdi šíří hlavně sáláním. Jakmile dorazí k reflexnímu povrchu izolace, odrazí se zhruba 95–97 % zpět k obvodové stěně, která se postupně zahřeje až na teplotu interiéru a tepelná výměna se tak prakticky zastaví. Zbylé teplo, které se neodrazí zpět, fólie absorbuje do sebe a teplo se dále šíří sáláním i vedením bublinkovým materiálem fóliové vrstvy. Zároveň s tím se zahřívá i vzduch v uzavřené vzduchové mezeře s velkým teplotním gradientem, který společně s přestupovým odporem způsobí, že se první bublinová vrstva izolace prohřeje na teplotu nižší, než je teplota obvodové zdi. Sáláním a v menší míře i vedením teplo pronikne až k další vrstvě hliníkové fólie, které ho opět více než 95 % odrazí zpět do první vrstvy a zbytek jí prostoupí do následující vrstvy, přičemž teplo musí překonat i přestupový odpor a tato následující vrstva se zase prohřeje méně než předchozí. Čím více vrstev izolační fólie má, tím méně tepla se dostane do venkovního prostředí.

## Reflexně izolační nátěry
Reflexně izolační nátěry pracují na stejném fyzikálním principu jako termoreflexní izolační fólie. Nemají sice žádnou hliníkovou vrstvu, která by působila jako reflexní prvek, ale jejich struktura přesto dokáže odrazit více než 90 % dopadajícího tepelného záření. Zbytek záření nátěr pohltí a díky mikrosférám, které mají v disperzi úplně stejnou funkci jako vzduchové bubliny HDPE či LDPE fóliích, má nátěr nízkou tepelnou vodivost a brání tak přenosu tepla. Zásadní funkční rozdíl mezi fóliemi a nátěry je tedy pouze v aplikovatelnosti a množství. Reflexně izolační nátěry totiž obsahují daleko větší obsah dutinek (mikrokuliček – mikrosfér) než fólie, proto může být izolační vrstva výrazně tenčí.

### Složení reflexně izolačních nátěrů
Tyto nátěry v základu tvoří vždy dvě rozdílné složky – plnivo a pojivo. Pojivo bývá většinou na vodní bázi, na bázi akrylového latexu nebo méně často jako dvousložkové epoxidové pojivo a poskytuje nátěru kohezní pevnost, přilnavost k podkladu, pružnost a odolnost. Konkrétní složení pojiva vždy závisí na dané aplikaci i výrobci. Své reflexní a izolační vlastnosti má nátěr díky plnivu rozptýleném v polymerní matrici pojiva s vysokou odrazivostí ve viditelném spektru i v pásmu blízkého infračerveného spektra a zároveň s nízkou tepelnou vodivostí. Může jít například o duté skleněné či keramické mikrokuličky – mikrosféry či aerogel oxidu křemičitého. Duté skleněné mikrokuličky bývají typicky z borosilikátového skla, přičemž uvnitř nich může být buď vakuum, nebo ve svých dutinách zachycují malé množství vzduchu. Dostupné materiály mají rozsah střední velikosti částic (asi 10–75 μm) a hustoty (asi 0,15–0,60 g/cm³).Plniva dokážou odolat tlaku 210 barů, aplikace Airless zařízením se dělá v rozmezí 80–140 barů. Částice aerogelu oxidu křemičitého jsou extrémně porézní, přičemž póry měří v průměru 20 nm. Voda je z nich vyloučena díky hydrofobní úpravě oxidu křemičitého. Aerogely oxidu křemičitého jsou materiály s velmi nízkou tepelnou vodivostí, a komerční verze použitelné jako plniva v nátěrech vykazují tepelnou vodivost pouze 0,012 W/mK. Celková hustota nátěrů by se měla pohybovat v rozpětí 0,5–0,7 g/cm³. Tedy jeden litr nátěrové hmoty váží cca 0,5 kg. Nátěry s hustotou vyšší než 0,7 g/cm³, mají ve složení menší objem kuličkového plniva, které je nahrazeno mastkem a vápencem a izolační vlastnosti materiálu se tak výrazně snižují.

### Aplikace v průmyslu
V průmyslových provozech, v nichž se nacházejí potrubní inženýrské sítě se reflexně izolační nátěry používají například kvůli úsporám energií nebo nahrazení klasické minerální izolace, která velmi rychle degraduje. Reflexně izolačním nátěrem lze ošetřit špatně přístupná místa potrubí, dále různá ohbí i ventily či kohouty. Tedy části, které by při využití jiného typu izolace zůstaly neizolované.
Další možnou aplikací je ochrana zaměstnanců před kontaktem s horkými nebo studenými povrchy potrubí a dalšími kovovými zařízeními, vedoucími tekutiny či páru o určité teplotě. Popálení závisí na třech primárních faktorech. Povrchové teplotě předmětu, kterého se dotýkají, tepelné vodivosti povrchu a na době kontaktu s povrchem. Kovy jako ocel nebo hliník mají mnohem vyšší tepelnou vodivost než jiné konstrukční materiály, jako je dřevo nebo beton. Vyšší tepelná vodivost se promítá do většího množství tepelné energie přenášené na pokožku. Tepelně izolační nátěry s nízkou tepelnou vodivostí snižují povrchovou teplotu tím, že sálají téměř veškeré teplo, které proniká kovovým materiálem k povrchu, intenzivně ven. To jejich povrch rychle chladí. Česká legislativa v Nařízení vlády 361/2007 Sb. v příloze č. 1, části E dokonce přímo stanovuje přípustné povrchové teploty pevných materiálů, s nimiž přichází nechráněná kůže zaměstnance do přímého styku. Reflexně izolační nátěry vhodné pro průmysl mají specifické složení pojiva, díky němuž disperze odolá teplotám kolem 220 °C a lze při této teplotě aplikovat bez odstávky provozu, reflexně izolačním nátěrem lze izolovat až do teplot kolem 500 °C. Izolační nátěry se obvykle nanášejí nástřikem Airless zařízením při tlaku 80–140 barů, ale lze je nanášet i za pomoci štětce, válečku. Pro kovy o povrchové teplotě 220 °C se uvádí nátěrový film jen několik mm (běžné rozmezí je cca 3–7 mm do teplot kolem 500 °C)
Reflexně izolační nátěry se dále v průmyslových aplikacích používají i k udržení požadované teploty potrubí nebo chladicích jednotek a zabránění kondenzace vodní páry na studených površích. Množství vodní páry obsažené ve vzduchu je charakterizováno jeho vlhkostí. Pokud má předmět, který je obklopován vzduchem o určité teplotě a relativní vlhkosti, teplotu nižší, než je teplota rosného bodu, dochází na jeho povrchu ke kondenzaci vodní páry. Nátěr pracuje tak, že zvýší teplotu povrchu na teplotu na teplotu okolí a ke kondenzaci tak nedochází. Zabránění kondenzace na studených kovových površích tedy funguje i jako prevence koroze.

### Aplikace ve stavebnictví
Ve stavebnictví se používají reflexně izolační nátěry zejména jako exteriérové fasádní nátěry či jako nátěry střešního pláště, nebo jako interiérové nátěry, přičemž přesné složení disperze opět závisí zejména na dané aplikaci i konkrétním výrobci. V letních měsících se fasády běžně dokážou slunečním zářením, které na ně dopadá, rozpálit i na více než 70 °C. Reflexně izolační nátěry určené pro exteriér dokážou také odrazit většinu slunečního záření zpět do atmosféry, čímž zabraňují přehřívání objektů. V zimě naopak brání únikům tepla z interiéru ven tím, že nesálají teplo do chladného venkovního prostředí. Tyto nátěry také umožňují prostup vodních par a nepropouští vodu dovnitř vnější konstrukce. Při použití v interiéru objektu zvyšuje reflexně izolační nátěr tepelný komfort v místnostech tím, že odráží unikající teplo zpět do vytápěného prostoru. Reflexně izolační nátěry s rozptylným (difúzním) povrchem určené do stavebnictví pak dokážou rovnoměrně rozložit teplo v ploše, čímž snižují možný výskyt a působení povrchové kondenzace vodních par a v konečném důsledku také vzniku plísní.